# Baselios Augen I
Baselios Augen I (imię świeckie Mathai Turuthi Chettakullathumkara, ur. 26 lipca 1884 w Vengola, zm. 8 grudnia 1975) – duchowny Malankarskiego Kościoła Ortodoksyjnego, w latach 1964-1975 Katolikos Wschodu i zwierzchnik tegoż Kościoła. 

## Życiorys
Był synem księdza. W 1900 został wyświęcony na subdiakona, a w 1906 na diakona. W 1908 złożył śluby zakonne w jerozolimskim klasztorze św. Marka, niedługo później, po powrocie do Indii, przyjął święcenia kapłańskie. Sakrę biskupią otrzymał w Jerozolimie 15 maja 1927 z rąk patriarchy antiocheńskiego Ignacego Eliasza III i objął rządy w diecezji Kandanad. Jako biskup przyjął imię Tymoteusz. 5 stycznia 1964 roku został wybrany na katolikosa. Intronizacji dokonał 22 maja 1964 patriarcha Ignacy Jakub III. W uroczystości uczestniczyli hierarchowie Kościołów sryjskiego, etiopskiego, ormiańskiego, Starożytnego Kościoła Wschodu i Niezależnego Kościoła Malabarskiego. Nowo wybrany katolikos znacząco polepszył relacje Kościoła malankarskiego z Kościołem katolickim. 3 grudnia 1964 spotkał się z papieżem Pawłem VI; odprawiał nawet msze w katolickich świątyniach. W 1965 roku udał się do Etiopii, gdzie spotkał się z pozostałymi hierarchami Kościołów orientalnych. W 1967 roku katolikos poświęcił krzyżmo święte, co jest rzadkim wydarzeniem w Kościele malankarskim; złagodził także przepisy dotyczące postów. W czasie swoich rządów konsekrował ośmiu biskupów. Był ostatnim katolikosem zjednoczonego Kościoła malankarskiego w komunii z patriarchą Antiochii.
Zmarł 8 grudnia 1975. Jego następcą na stolicy św. Tomasza został Baselios Mar Thoma Mathews I.